# みんなでガント
みんなでガントとは、株式会社サムテックが提供するSaaS型のガントチャートによるプロジェクト管理サービスである。

## 概要
SaaS型のサービスの為、インストール不要。作成されたガントチャートは、URLとパスワードで管理されるので、特定のメンバーだけにそれらを知らせることにより簡単に共有できる。

## エディション
30日間の試用期間付きの有料版のみ。2019年5月7日に、従来在った無料版とAndroidアプリが廃止された。

## 歴史
2009年9月　サービス開始。
2019年5月　大幅な刷新。無料版が廃止され、有料版のみになった。30日間の無料試用期間があるが、その期日を過ぎると保存ができなくなり、実質 使用不能になってしまう。HTTPSに対応し、運用サーバがAWSになった。GUIの操作性も良くなり、例えば期間を表す黄色い棒の開始日と終了日の両方をドラッグで伸縮できるようになったり、前月や次月の追加や削除を手で行う必要がなくなった。
2022年1月　ITreview Grid Award 2022 Winter プロジェクト管理部門でHigh Performerを獲得。